# Magnac-Laval
Magnac-Laval (tiếng Occitan: Manhac la Vau) là một xã của tỉnh Haute-Vienne, thuộc vùng Nouvelle-Aquitaine, miền trung nước Pháp.